# Мангёнган
Мангёнган (кор. 만경강?, 萬頃江?) — река на юго-западе Южной Кореи. Протекает по территории провинции Чолла-Пукто и впадает в водохранилище Сэмангым, образованное одноимённой дамбой.
Длина реки составляет 80,88 км (77,4), территория её бассейна — 1504,85 км² (1527,1 или 1600,63).
Средний уклон реки в верховьях составляет 1/120, в среднем течении — 1/540, в низовьях (последние 30 км) — 1/3800.
Среднегодовая норма осадков в бассейне составляет около 1275 мм.
Исток реки находится под горой Вондынсан.  Притоками реки являются Чхучхон, Соянчхон и Косанчхон. В низовьях реки расположена одна из важнейших равнин Кореи — Хонам.
В низовьях Мангёнган течёт, в основном, через глину и илистые осадки, в верховьях — через песок и гравий.
Бассейн Мангёнгана расположен в центральной части Корейского полуострова (между 35°37′ — 36°6′ N и 126°48’ — 127°21′ E). На площади его бассейна проживает около миллиона человек. Речная система Мангёнгана включает в себя 4 реки национального значения.
На низовья реки большое влияние оказала постройка крупнейшей в мире дамбы Сэмангым, соединившей острова Осикто, Пиындо и Кундо. Строительство дамбы длиной 33,9 км началось в 1991 году и закончилось в 2006. В рамках этого проекта дамба отсекла от моря эстуарии рек Мангёнган и Тонджинган, теперь впадающие в озеро Сэмангым. Следующим этапом проекта является осушение земель за дамбой и создания новых сельскохозяйственных, промышленных и жилых территорий. С момента строительства дамбы речная вода попадает в море только через шлюз в дамбе. Постройка дамбы и осушение земель за ней привело к изменению экосистемы у устья реки. Например, там были замечены такие виды, как Lepomis macrochirus и Micropterus salmoides.